# Mesotaenium endlicherianum
Mesotaenium endlicherianum là một loài Song tinh tảo trong họ Mesotaeniaceae, thuộc chi Mesotaenium.